# Linschoten (cours d'eau)
Pour les articles homonymes, voir Linschoten.
Le Linschoten, appelé également Korte Linschoten est un cours d'eau néerlandais, qui coule dans la province d'Utrecht.
Le Linschoten naît près du village de Linschoten. Il coule vers le nord, pour se jeter dans le Vieux Rhin à Woerden. À mi-chemin, le Linschoten passe à côté du Linschoterbos (bois de Linschoten), où passe également le Lange Linschoten, vers Oudewater. Le dernier tronçon à Woerden, tout droit, s'appelle désormais Jaap Bijzerwetering.

## Histoire
À l'origine, le Korte Linschoten était une petite rivière de marais, qui servait à évacuer les eaux de la zone marécageuse autour du bourg de Linschoten. Vers 1617, on a creusé le Montfoortse Vaart, qui a permis de créer une liaison entre le Korte Linschoten et l'IJssel hollandais (Hollandse IJssel).

## Source
- (nl) Cet article est partiellement ou en totalité issu de l’article de Wikipédia en néerlandais intitulé « Linschoten (water) » (voir la liste des auteurs).